# Nadi (Fiji)
Nadi é uma cidade das ilhas Fiji localizada na província de Ba, Divisão do Oeste. Está situada no noroeste da ilha de Viti Levu. No último censo realizado dem 1996, a cidade possuía 30.884 habitantes.
Nadi é uma cidade multiracial, a maioria de seus habitantes são indianos ou fijianos, sem contar o grande número de turistas estrangeiros. Junto com a cana de açúcar, o turismo é a principal atividade da economia local.
- latitude: 17° 48' 0 Sul
- longitude: 177° 25' 0 Leste
- altitude: 1 metro